# Meredo (Parroquia)
Meredo ist eines von sechs Parroquias in der Gemeinde Vegadeo der autonomen Region Asturien in Spanien.

## Geographie
Meredo ist ein Parroquia mit 226 Einwohnern (2020) und eine Grundfläche von 27,87 km². Es liegt auf 335 m über NN. Die nächste größere Ortschaft ist Vegadeo, der 5 km entfernte Hauptort der gleichnamigen Gemeinde.
Durch das Parroquia fließen der Río Lormes und der Rio Suaron, zwei Nebenflüsse des Río Eo.

## Klima
Angenehm milde Sommer mit ebenfalls milden, selten strengen Wintern. In den Hochlagen können die Winter durchaus streng werden.

## Weiler in der Parroquia
- Meredo
- Molejón
- Nafarea
- Penzol
- Seladaloura
- Vinjoy